# Игнатьева (Свердловская область)
Игнатьева — деревня в Байкаловском районе Свердловской области. Входит в состав Краснополянского сельского поселения. Управляется Еланской сельской администрацией.

## География
Населённый пункт расположен на правом берегу реки Ница в 25 километрах на север от села Байкалово — административного центра района.

### Часовой пояс
Игнатьева, как и вся Свердловская область, находится в часовой зоне МСК+2. Смещение применяемого времени относительно UTC составляет +5:00.

## Население
| 2002 | 2010 | 2021 |
| ---- | ---- | ---- |
| 177  | ↘130 | ↘106 |

## Инфраструктура
Деревня разделена на две улицы (Набережная, Южная).